# Čret Bisaški
Čret Bisaški – wieś w Chorwacji, w żupanii varażdińskiej, w gminie Breznica. W 2011 roku liczyła 18 mieszkańców.